# From Her to Eternity
From Her to Eternity è il primo album della rock band Nick Cave and the Bad Seeds, pubblicato nel 1984.

## Il disco
Dopo lo scioglimento della loro band The Birthday Party, nel 1983, il cantante Nick Cave e il polistrumentista Mick Harvey, stabilitisi a Berlino Ovest, fondarono un nuovo complesso, con lo scopo di sostenere la carriera come cantautore di Cave. Ai due si aggiunsero il chitarrista della rock band tedesca Einstürzende Neubauten, Blixa Bargeld, il chitarrista Hugo Race e il bassista Barry Adamson.
La nuova band si esibì, dapprima, come "Nick Cave - Man or Myth?" e "Nick Cave and the Cavemen", interpretando brani sia dei The Birthday Party, sia nuovi scritti da Cave (Saint Huck, Wings Off Fly, A Box for Black Paul, registrati e pubblicati, poi, su questo disco) prima di prendere il nome definitivo "Nick Cave and the Bad Seeds".
La maggior parte del disco venne registrata presso i "Trident Studios" di Londra, nel 1984. Avalanche è la reinterpretazione di un brano del 1971 del cantautore canadese Leonard Cohen.
L'uscita del disco venne anticipata dalla pubblicazione di un singolo, contenente una reinterpretazione del famoso brano di Elvis Presley, In the Ghetto, e l'inedita The Moon Is in the Gutter.
Nel 1987, i Nick Cave and the Bad Seeds comparvero nel film del regista tedesco Wim Wenders, Il cielo sopra Berlino, interpretando dal vivo il brano From Her to Eternity. Questa versione del brano è presente nella riedizione in CD dell'album, insieme al singolo In the Ghetto, pubblicata in quello stesso anno.

## Tracce
Tutti i brani sono di Nick Cave, eccetto dove indicato.
1. Avalanche (Leonard Cohen) - 5:13
2. Cabin Fever! (Cave/Blixa Bargeld) - 6:12
3. Well of Misery - 5:25
4. From Her to Eternity (Cave/Bargeld/Anita Lane/Mick Harvey/Hugo Race/Barry Adamson) - 5:34
5. Saint Huck - 7:23
6. Wings off Flies (Cave/Peter Sutcliff/Jim Thirlwell) - 4:06
7. A Box for Black Paul - 9:42

Presenti solo nell'edizione in CD del 1987:
1. In the Ghetto (Mac Davis) - 4:07
2. The Moon Is in the Gutter - 2:37
3. From Her to Eternity (1987) (Cave/Bargeld/Lane/Harvey/Race/Adamson) - 4:35

## Formazione
- Nick Cave – voce, pianoforte
- Blixa Bargeld – chitarra
- Mick Harvey - batteria
- Barry Adamson - basso
- Hugo Race - chitarra
- Anita Lane - coro